# Нерюктяй (село)
Нерюктя́й (якут. Нөөрүктээйи ) — село в Сунтарском улусе Якутии России. Входит в состав Тюбяйского наслега.

## География
Село находится в юго-западной части Якутии, в среднем течении реки Вилюй, по её левому берегу.
Географическое положение
Расстояние до улусного центра — села Сунтар — 97 км, до центра наслега — села Тюбяй — 2 км.
Климат
Климат характеризуется как резко континентальный. Средняя температура воздуха самого тёплого месяца (июля) составляет 17-18 °C; самого холодного (января) — −34 − −50 °C. Среднегодовое количество атмосферных осадков составляет 250—300 мм.

## История
Согласно Закону Республики Саха (Якутия) от 30 ноября 2004 года N 173-З N 353-III село вошло в образованное муниципальное образование Тюбяйский наслег.

## Население
| 2002 | 2010 | 2021 |
| ---- | ---- | ---- |
| 9    | ↗11  | ↘0   |

Национальный состав
Согласно результатам переписи 2002 года, в национальной структуре населения якуты составляли 100 % от общей численности населения в 9 чел.

## Экономика
Животноводство (мясо-молочное скотоводство, мясное табунное коневодство).

## Транспорт
Доступно село автомобильным (зимником) и речным транспортом.